# 大克鼎
大克鼎，又名克鼎或膳夫克鼎，中国西周晚期著名青铜鼎，现藏于上海博物馆。该鼎与大盂鼎（现藏于中国国家博物馆）和毛公鼎（现藏于台北國立故宫博物院）并称为“海内青铜器三宝”。

## 出土和流传
大克鼎于清光绪十六年（1890年）出土于陕西扶风县法门镇任村的一处窖藏，窖藏中有1200多件青铜器，一同出土还有一套七件小克鼎、一套六枚编钟（克钟），另有盨二件、鎛一件。
该鼎出土后被天津金石收藏家柯劭忞购得，后转送予潘祖荫。潘死后，其家将大克鼎连同其他宝物如大盂鼎等南迁苏州。其后，潘家先后拒绝了端方、国民政府和日军的索取，设法将大克鼎等保存在苏州家中。1951年，潘氏后裔潘达于女士将包括大克鼎、大盂鼎在内的400余件文物全部捐献给中华人民共和国政府。大克鼎此后收藏于上海博物馆至今。

## 形制

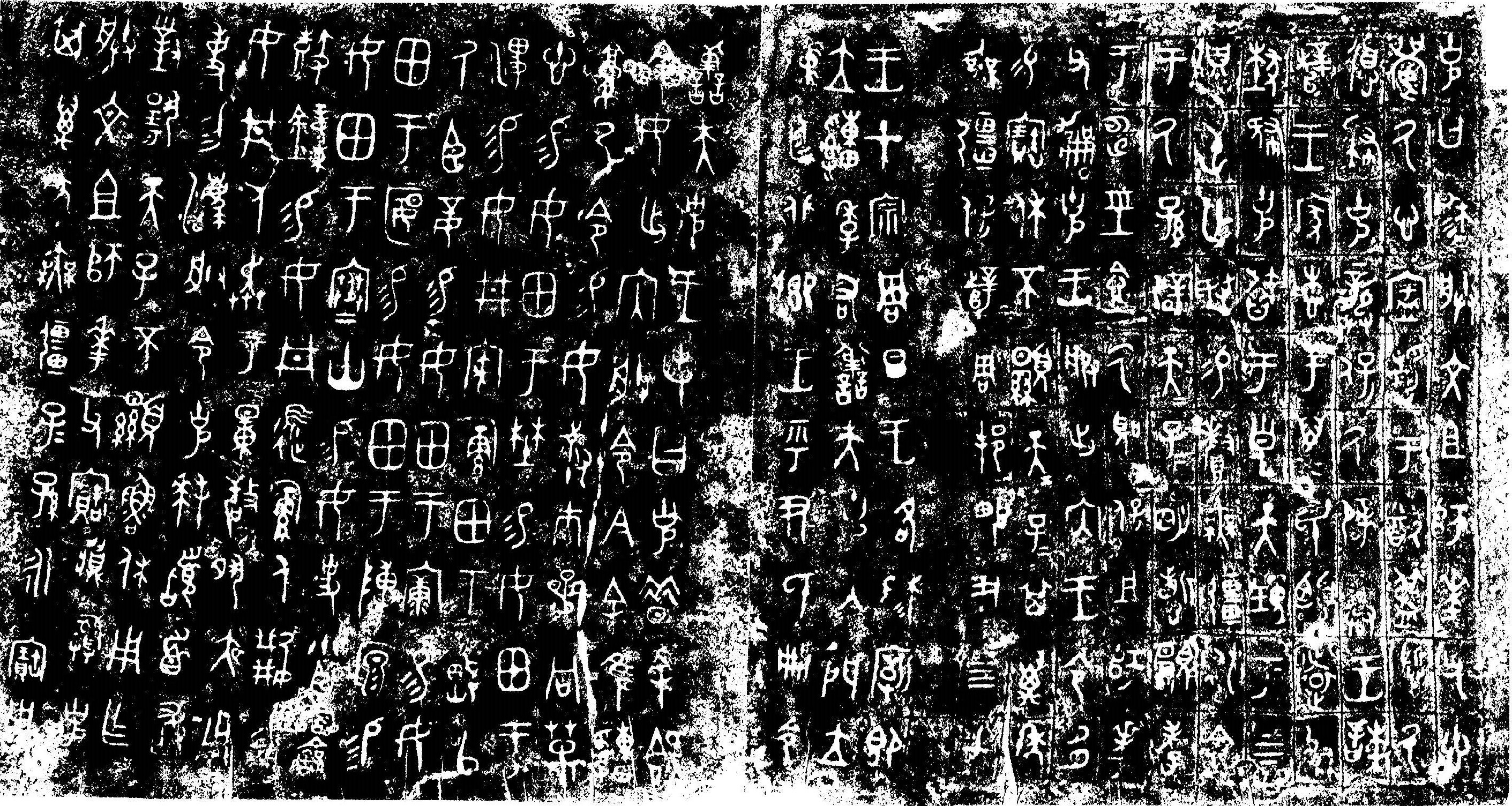
大克鼎銘文

大克鼎通高93.1厘米，口径75.6厘米，腹径74.9厘米，腹深43厘米，重201.5公斤。鼎口有大型双立耳，口沿微敛，方唇宽沿，腹略鼓而垂，称敛口侈腹，是典型的周鼎器形之一。鼎足着地点比上端略宽大，重心略向外偏，是商代柱足演变为周代之蹄足的重要例证。

### 纹饰

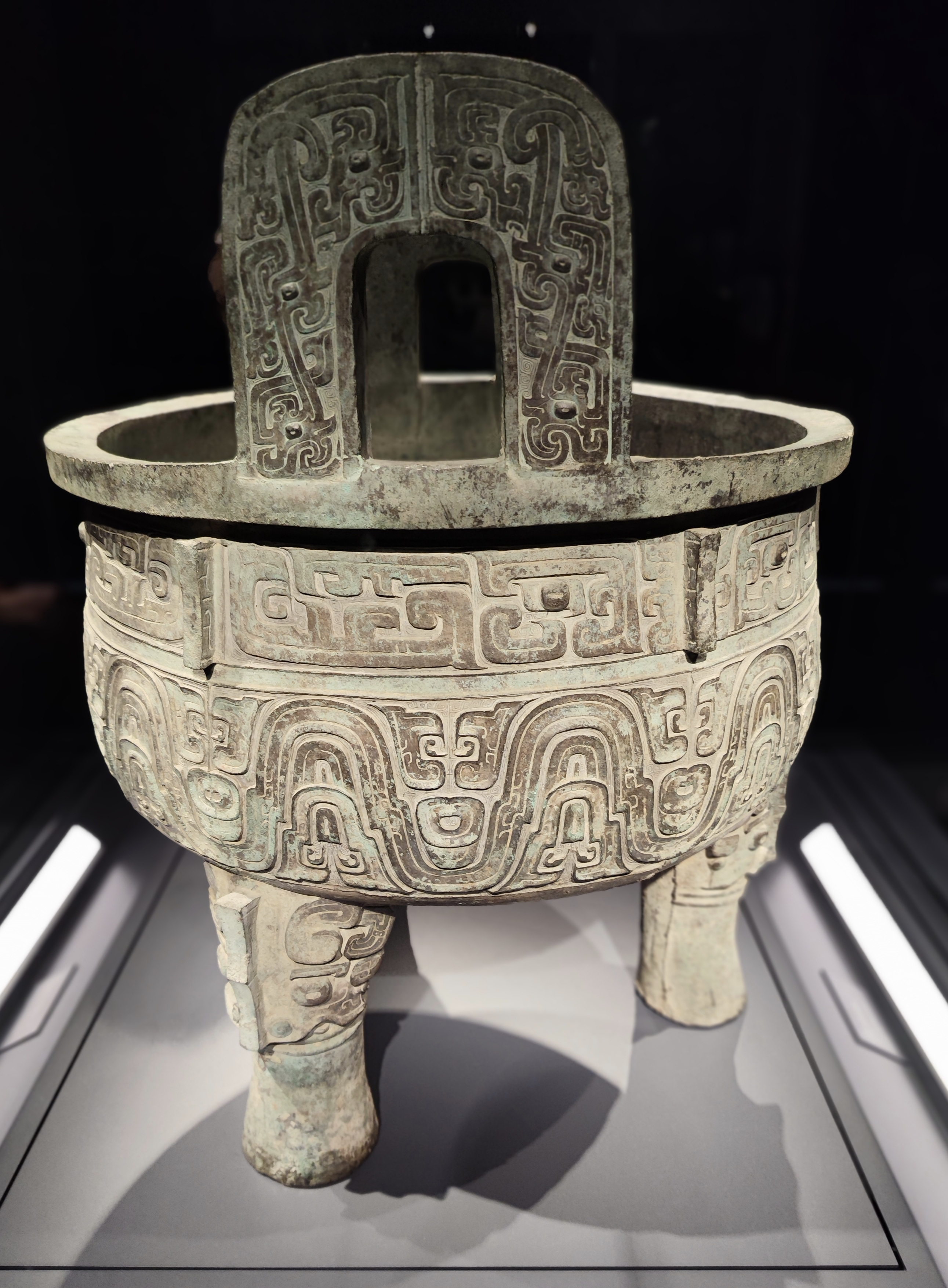
大克鼎一侧

该鼎颈部饰有三组对称的变形饕餮纹，相接处有突出的棱脊，凡六出；腹部饰一条两方连续的大窃曲纹（即波曲纹），环绕全器一周。鼎足上部另饰有突出的饕餮形象三组。鼎耳饰有相对的龙纹。

### 铭文
鼎腹内壁上有金文28行，基本上每行10字，仅一行11字，另有合文2字，重文7字，共计290字。根据铭文记载，该鼎由一位名为“克”的西周贵族铸造于周孝王时。铭文内容分为两段：首段记载了克对其祖父师华父的赞誉，因其功绩，周王任命其孙克担任膳夫，负责出传王命；次段记载了周天子对克官职的册命和赏赐，克接受任命和赏赐，于是铸造此鼎歌颂周天子的美德，同时祭祀祖父的在天之灵。该鼎铭文笔画圆润，布局完整，代表着金文文字发展的新阶段。